# Валлекорса
Валлекорса (итал. Vallecorsa) — коммуна в Италии, располагается в регионе Лацио, подчиняется административному центру Фрозиноне.
Население составляет 3110 человек, плотность населения составляет 80 чел./км². Занимает площадь 39 км². Почтовый индекс — 03020. Телефонный код — 0775.
Покровителем коммуны почитается Архангел Михаил. Праздник ежегодно празднуется 29 сентября.